# Asterio (ciudad)
Asterio (en griego, Αστέριο) es el nombre de una antigua ciudad griega de Tesalia, que fue mencionada por Homero en el catálogo de las naves de la Ilíada, donde formaba parte de los territorios que gobernaba Eurípilo.
En la mitología griega, hay un héroe llamado Asterión que vivía en la ciudad de Piresias, situada donde se juntan los ríos Apídano y Enipeo. Se ha sugerido que Piresias debe identificarse con la ciudad de Asterio, en una colina cerca de la población llamada actualmente Vloko.